# Liste d'élections nationales en 2021
Chronologie des élections nationales
- 2017
- 2018
- 2019
- 2020
- 2021
- 2022
- 2023
- 2024
- 2025

Cette liste recense les élections nationales organisées durant l'année 2021. Elle inclut les élections présidentielles et parlementaires, ainsi que les référendums, dans les États souverains ou sécessionnistes,.
Les élections infra-nationales (territoriales, régionales, municipales,...) sont répertoriées dans la liste d'élections infranationales en 2021.

## Commentaires généraux
L'année est marquée par la continuation de la pandémie de Covid-19, mais celle-ci n'empêche pas la tenue de nombreuses élections à travers le monde. 
En Allemagne, les élections législatives en septembre marquent la fin des seize ans de gouvernement de la chancelière Angela Merkel. Le social-démocrate Olaf Scholz est élu à la direction du gouvernement. Au Japon, la droite au pouvoir presque sans discontinuer depuis 1955 remporte les élections législatives en octobre ; Fumio Kishida demeure Premier ministre.
En Amérique latine, la droite retrouve le pouvoir en Équateur avec l'élection en avril du président Guillermo Lasso. Au Pérou, au Honduras et au Chili, à l'inverse, la gauche arrive au pouvoir avec les élections respectives des présidents Pedro Castillo en mai, Xiomara Castro en novembre et Gabriel Boric en décembre.
Des élections sans réel choix ont lieu dans des États à parti unique (au Laos en février, au Viêt Nam en mai), ainsi que dans des États autoritaires en Asie centrale post-soviétique et en Afrique francophone, notamment, et en Syrie (mai). En Iran, les autorités interdisent aux principaux candidats d'opposition de se présenter à l'élection présidentielle en juin, ouvrant ainsi la voie à l'élection de l'ultra-conservateur Ebrahim Raïssi avec toutefois un taux d'abstention record. En Russie, de même, la plupart des candidats d'opposition sont interdits de participation aux élections législatives en septembre, entachées par ailleurs de fraudes.

Carte du monde indiquant les pays organisant des élections ou des référendums nationaux :
Présidentielle
Législatives
Présidentielle et législatives
Référendum
Présidentielle, législatives et référendum
Législatives et judiciaires
Constituantes, présidentielle et législatives

## Par mois

### Janvier
| Date       | Pays         | Élections      | Contexte | Résultats |
| ---------- | ------------ | -------------- | --- | --- |
| 10 janvier | Kazakhstan   | Législatives   | Le Kazakhstan est généralement considéré comme ayant un régime autoritaire. Premières élections locales sous le multipartisme. | Le parti Nour-Otan (attrape-tout, autoritaire, laïc), au pouvoir, conserve sans surprise la majorité absolue des sièges. Aucun parti d'opposition n'ayant pris part au scrutin, les autres sièges reviennent à deux autres partis qui de fait soutiennent le gouvernement.                                                                                             |
| 10 janvier | Kirghizistan | Présidentielle | Élection anticipée, résultant des manifestations de 2020 et de la démission du président Sooronbay Jeenbekov. | Le Premier ministre Sadyr Japarov (parti Mekenchil, populiste) est élu dès le premier tour avec 79,2 % des voix face à seize autres candidats. |
| 10 janvier | Kirghizistan | Référendum     | Par le référendum, le président par intérim Sadyr Japarov demande le consentement des citoyens pour abroger le régime parlementaire du pays au profit d'un régime présidentiel. | La mise en place d'un régime présidentiel est approuvée par 81,5 % des votants, malgré les craintes de l'opposition de voir apparaître « un pouvoir autoritaire, semblable à ceux du Kazakhstan, de l’Ouzbékistan et du Tadjikistan voisins ». |
| 14 janvier | Ouganda      | Présidentielle | L'Ouganda est généralement considéré comme ayant un régime autoritaire. Au pouvoir depuis 1986, le président Yoweri Museveni est candidat à un sixième mandat, ayant fait abroger la restriction sur le nombre de mandats ainsi que la limite d'âge. Le candidat d'opposition Robert Ssentamu est arrêté en novembre 2020. Son arrestation provoque d'importantes manifestations dont la répression fait plusieurs dizaines de morts. | Le président Yoweri Museveni (Mouvement de résistance nationale : droite national-conservatrice, autoritaire, libérale en économie) est déclaré réélu dès le premier tour avec 58,6 % des voix face à dix autres candidats dont notamment Robert Ssentamu (Plateforme de l'unité nationale : centre-gauche social-libéral et progressiste ; 34,8 %).                   |
| 14 janvier | Ouganda      | Législatives   | L'Ouganda est généralement considéré comme ayant un régime autoritaire. Au pouvoir depuis 1986, le président Yoweri Museveni est candidat à un sixième mandat, ayant fait abroger la restriction sur le nombre de mandats ainsi que la limite d'âge. Le candidat d'opposition Robert Ssentamu est arrêté en novembre 2020. Son arrestation provoque d'importantes manifestations dont la répression fait plusieurs dizaines de morts. | Les législatives sont remportées par le Mouvement de résistance nationale au pouvoir, qui conserve la majorité absolue au parlement. |
| 24 janvier | Portugal     | Présidentielle | | Le président Marcelo Rebelo de Sousa (issu du Parti social-démocrate : centre-droit libéral-conservateur et chrétien-démocrate) est réélu dès le premier tour pour un second mandat avec 60,7 % des voix, face à six autres candidats dont notamment Ana Gomes (Parti socialiste, centre-gauche ; 13,0 %) et André Ventura (Chega : droite à extrême-droite ; 11,9 %). |
| 30 janvier | Gabon        | Sénatoriales   | Scrutin indirect | Sans surprise, le scrutin est largement remporté par le Parti démocratique gabonais au pouvoir. |

### Février
| Date       | Pays          | Élections      | Contexte | Résultats |
| ---------- | ------------- | -------------- | --- | --- |
| 7 février  | Liechtenstein | Législatives   | | L'Union patriotique (centre-droit libéral-conservateur) et le Parti progressiste des citoyens (droite national-conservatrice, libérale en économie), les deux partis de la coalition au pouvoir depuis 2005, progressent et remportent chacun les deux-cinquièmes des sièges. Daniel Risch (Union patriotique) est nommé Premier ministre et maintient un gouvernement de coalition des deux partis. |
| 7 février  | Équateur      | Présidentielle | 1er tour de la présidentielle. Le président Lenín Moreno ne brigue pas de second mandat. | Andrés Arauz (Union pour l'espérance) et Guillermo Lasso (CREO : centre-droit libéral-conservateur) se qualifient pour le second tour de la présidentielle, avec respectivement 32,7 % et 19,7 % des voix. Le candidat du Pachakutik, Yaku Pérez, est écarté de peu avec 19,4 %. |
| 7 février  | Équateur      | Législatives   | Tour unique des législatives. | Assemblée sans majorité. L'Union pour l'espérance (gauche, socialisme du XXIe siècle) progresse et obtient la majorité relative avec plus d'un tiers des sièges. Le mouvement Pachakutik (gauche socialiste, écologiste et indigéniste) progresse très nettement et devient la deuxième force à l'Assemblée. L'Alianza País (centre-gauche social-libéral), qui disposait de la majorité relative durant la législature sortante, perd tous ses sièges. |
| 14 février | Kosovo        | Législatives   | Scrutin anticipé, la Cour constitutionnelle ayant invalidé en décembre 2020 l'investiture du gouvernement du Premier ministre Avdullah Hoti et ordonné la tenue de nouvelles élections.                                                                                   | Parlement sans majorité. Le principal parti d'opposition, Autodétermination (centre-gauche), qui disposait de la majorité relative des sièges au parlement sortant, progresse très nettement, distançant les autres partis et atteignant même la majorité absolue des voix. La Ligue démocratique (centre-droit conservateur, libéral en économie) du Premier ministre Avdullah Hoti perd la moitié de ses sièges et chute à la troisième place derrière le Parti démocratique (également centre-droit conservateur et libéral en économie). Un gouvernement de coalition mené par Albin Kurti est formé le 22 mars. |
| 21 février | Laos          | Législatives   | Le Laos est un régime à parti unique. Il y a davantage de candidats que de sièges à pourvoir, les électeurs étant appelés à les départager, mais tous doivent être approuvés au préalable par une collectivité locale ou par une organisation de masse affiliée au parti. | Le Parti révolutionnaire populaire lao (marxiste-léniniste), seul parti autorisé, remporte sans surprise la quasi-totalité des sièges. Une demi-douzaine de sièges sont obtenus par des candidats non-membres du parti mais affiliés et autorisés par les autorités. La nouvelle assemblée élit le Premier ministre sortant Thongloun Sisoulith à la présidence de la République, poste auquel il est le seul candidat. Sur nomination du nouveau président, l'assemblée élit ensuite Phankham Viphavanh à la fonction de Premier ministre.                                                                          |
| 21 février | Niger         | Présidentielle | 2d tour. Le président Mahamadou Issoufou (PNDS) a effectué les deux mandats autorisés par la Constitution, et n'est donc pas candidat. | Le Parti nigérien pour la démocratie et le socialisme (centre-gauche) conserve la présidence avec la victoire de Mohamed Bazoum. Il obtient 55,8 % des voix face à Mahamane Ousmane (Renouveau démocratique et républicain). |
| 28 février | Salvador      | Législatives   | | Le parti Nouvelles idées (centre-droit conservateur, libéral en économie, populiste) du président Nayib Bukele remporte une large majorité absolue des sièges, conférant au président de la République une majorité parlementaire pour la première fois depuis son élection en 2019. L'Alliance républicaine nationaliste (droite national-conservatrice et néolibérale), qui détenait la majorité relative des sièges, hostile au président Bukele, perd la plupart de ses sièges. Le Front Farabundo Martí de libération nationale (gauche) poursuit son déclin, perdant presque tous ses sièges restants.         |

### Mars
| Date       | Pays                      | Élections      | Contexte | Résultats |
| ---------- | ------------------------- | -------------- | --- | --- |
| 2 mars     | Micronésie                | Législatives   | Élections de mi-mandat, concernant les députés mais non les sénateurs. | Les dix députés sortants sont tous réélus, dont quatre n'ayant aucun adversaire dans leur circonscription. Il n'y a pas de partis politiques aux États fédérés de Micronésie, et les élus siègent donc sans étiquette. |
| 3 mars     | Pakistan                  | Sénatoriales   | Scrutin indirect. Renouvellement par moitié. | Le gouvernement fédéral du Premier ministre Imran Khan, bien qu'arrivé en tête avec ses alliés, échoue de peu à décrocher la majorité absolue. |
| 6 mars     | Côte d'Ivoire             | Législatives   | | Malgré un recul, le Rassemblement des houphouëtistes pour la démocratie et la paix (conservateur, libéral en économie), parti du président Alassane Ouattara, conserve la majorité absolue des sièges. |
| 7 mars     | Suisse                    | Référendums    | Trois objets sont soumis à la votation. | Les citoyens approuvent à 51,2 % l'interdiction de se dissimuler le visage, rejettent à 64,4 % la création d'un identifiant électronique national pour chaque résident, et approuvent à 51,7 % la participation de la Suisse à l'accord de libre échange entre l'Union européenne et l'Indonésie. |
| 14 mars    | République centrafricaine | Législatives   | 2e tour et 1er tour partiel. Les deux tiers du pays sont contrôlés par des forces armées qui échappent au pouvoir en place,.                                                                    | Le Mouvement Cœurs Unis obtient 25 sièges, loin devant le Mouvement de libération centrafricain et le Rassemblement démocratique centrafricain qui obtiennent six sièges chacun. |
| 15-17 mars | Pays-Bas                  | Législatives   | | Le gouvernement de coalition de centre-droit conserve la majorité absolue des sièges. Le Parti populaire pour la liberté et la démocratie (centre-droit libéral-conservateur) du Premier ministre Mark Rutte demeure la principale force à la Seconde Chambre, avec près d'un quart des sièges. Son allié les Démocrates 66 (centre social-libéral) progresse et devient la deuxième force à l'assemblée. |
| 19 mars    | Curaçao                   | Législatives   | État autonome au sein du royaume des Pays-Bas | Parlement sans majorité. Le parti d'opposition Mouvement pour l'avenir de Curaçao (MKP, centre-droit indépendantiste) arrive en tête et remporte à lui seul près de la moitié des sièges. Son dirigeant Gerrit Schotte est par conséquent chargé par la gouverneure Lucille George-Wout de former un gouvernement. La coalition sortante, composée du Parti de la vraie alternative (centre-droit libéral), du Mouvement Antilles nouvelles (centre-gauche) et du Parti de l'innovation nationale essuie une sévère défaite, les deux premiers perdant une bonne partie de leurs sièges tandis que le troisième ne parvient pas à se maintenir au parlement. |
| 21 mars    | République du Congo       | Présidentielle | | Denis Sassou-Nguesso (Parti du travail : centre-gauche), au pouvoir depuis 1997 et précédemment de 1979 à 1991, est réélu dès le premier tour avec 88,40 % des voix face à six autres candidats, dont notamment Guy Kolélas (Union des démocrates humanistes : centre-droit libéral-conservateur) qui termine deuxième avec 7,96 % des voix mais meurt de la Covid-19 le jour du scrutin. |
| 22 mars    | Laos                      | Présidentielle | Scrutin indirect | Le Premier ministre Thongloun Sisoulith est élu à l'unanimité des suffrages exprimés, dans le cadre d'un système à parti unique. |
| 23 mars    | Israël                    | Législatives   | Scrutin anticipé. Ce sont les quatrièmes élections législatives en moins de deux ans, les partis représentés à la Knesset ne parvenant pas à s'entendre pour former un gouvernement durable.    | Alternance. Parlement sans majorité. Le Likoud (droite national-libérale et national-conservatrice) du Premier ministre Benyamin Netanyahou recule mais demeure la première force à la Knesset, avec un quart des sièges. Aucune coalition sortante ne dispose d'une majorité en mesure de gouverner. Mi-juin, Naftali Bennett (Yamina : extrême-droite populiste, national-conservateur, libéral en économie) devient Premier ministre, ayant formé une coalition hétéroclite de huit partis qui disposent ensemble de la moitié des sièges à la Knesset. En vertu de l'accord de coalition, il cédera mi-2023 le poste de Premier ministre à Yaïr Lapid (Yesh Atid : centriste, laïc, libéral). Les autres partis de la coalition sont Bleu et blanc (centriste, social-libéral, attrape-tout), le Parti travailliste (centre-gauche social-démocrate), Israel Beytenou (droite nationaliste, libérale en économie, laïque), Nouvel Espoir (droite national-libérale), Meretz (gauche socialiste, laïque et écologiste) et Ra'am (parti arabe, hétéroclite). |
| 28 mars    | Turkménistan              | Sénatoriales   | Scrutin indirect. Rétablissement du bicaméralisme. Le Turkménistan est généralement considéré comme une dictature, voire comme un État totalitaire, et demeure de facto un État à parti unique. | Le parti démocratique du Turkménistan obtient trois sièges, les 45 autres revenant à des élus officiellement indépendants dont le président Gurbanguly Berdimuhamedow. |

### Avril
| Date      | Pays         | Élections                  | Contexte | Résultats |
| --------- | ------------ | -------------------------- | --- | --- |
| 3-4 avril | Kosovo       | Présidentielle             | Scrutin indirect | La candidate réformiste Vjosa Osmani l'emporte après plusieurs tours de scrutin malgré un boycott de l'opposition. |
| 4 avril   | Bulgarie     | Législatives               | | Parlement sans majorité. La coalition au pouvoir perd sa majorité absolue des sièges : Le GERB (conservateur) du Premier ministre Boïko Borissov recule nettement mais demeure le premier parti à l'Assemblée, tandis que ses partenaires le VMRO - Mouvement national bulgare (extrême-droite), le Front national pour le salut de la Bulgarie (extrême-droite) et Union nationale Attaque (extrême-droite) perdent chacun tous leurs sièges. |
| 5 avril   | Viêt Nam     | Présidentielle             | Scrutin indirect | Le Premier ministre Nguyễn Xuân Phúc est élu à l'unanimité des suffrages exprimés, dans le cadre d'un système à parti unique. |
| 9 avril   | Djibouti     | Présidentielle             | | Le président Ismaïl Omar Guelleh (Union pour la majorité présidentielle : centre-gauche) est réélu avec 98,6 % des voix face au seul candidat d'opposition ayant décidé de se présenter. |
| 9 avril   | Samoa        | Législatives               | | Parlement sans majorité. Alternance. Le Parti pour la protection des droits de l'homme (chrétien conservateur), au pouvoir depuis 1982, perd sa majorité absolue des sièges et se trouve à égalité avec le nouveau parti FAST (chrétien conservateur). L'appui de l'unique député indépendant permet au FAST de disposer d'une très courte majorité absolue des sièges, mais le Premier ministre sortant Tuilaepa Sailele Malielegaoi refuse de céder le pouvoir, arguant que le tribunaux doivent encore se prononcer sur la légitimité de l'élection de certains députés. Le 23 juillet, toutefois, la Cour d'Appel statue que Fiame Naomi Mata'afa, cheffe du FAST, est légalement Première ministre depuis le 24 mai. |
| 11 avril  | Kirghizistan | Référendum constitutionnel | Porte sur un passage à un régime présidentiel                                                                                        | Avec un taux d'abstention de 63 %, la proposition est approuvée par 78,2 % des votants. |
| 11 avril  | Équateur     | Présidentielle             | 2d tour. | Alternance. Guillermo Lasso (Mouvement CREO : droite libéral-conservatrice) est élu avec 52,5 % des voix face à Andrés Arauz (Union pour l'espoir : gauche progressiste). |
| 11 avril  | Pérou        | Législatives               | Tour unique des législatives. | Congrès sans majorité. Le parti Pérou libre (extrême-gauche, socialiste, conservatisme sociétal) fait son entrée au Congrès en y devenant la principale force avec plus d'un quart des sièges. Le parti Force populaire (extrême-droite néolibérale en économie, national-conservatrice et populiste), qui avait perdu la très grande majorité de ses sièges aux élections précédentes, en retrouve quelques-uns et devient la deuxième force au Congrès avec un peu moins d'un cinquième des sièges. Le parti Action populaire (droite, libérale en économie) recule de la première à la troisième place. |
| 11 avril  | Pérou        | Présidentielle             | 1er tour de la présidentielle. | Le second tour de l'élection présidentielle, le 6 juin, oppose Pedro Castillo (Pérou libre) et Keiko Fujimori (Force populaire). Rafael López Aliaga (Rénovation populaire : extrême-droite libéral-conservatrice) arrive troisième avec 11,8 % des voix. |
| 11 avril  | Tchad        | Présidentielle             | Dans un climat d'intimidation, les candidatures d'opposition sont empêchées de diverses manières.                                    | Le président Idriss Déby (Mouvement patriotique du salut : attrape-tout, autoritaire), au pouvoir depuis 1990, est réélu pour un sixième mandat dès le premier tour, avec 79,3 % des voix face à six candidats « sans poids politique accusés d’être de simples 'faire-valoir' ». Le président réélu est toutefois tué le 20 avril, durant une visite sur le front de la lutte menée par l'armée tchadienne contre les rebelles du Front pour l’alternance et la concorde au Tchad. Un régime militaire de transition est alors instauré, mené par le général Mahamat Déby, son fils. |
| 11 avril  | Bénin        | Présidentielle             | L'élection se déroule dans le cadre d'une « dérive autoritaire », les candidats d'opposition étant de fait empêchés de se présenter. | Le président Patrice Talon (sans étiquette, conservateur, néolibéral) est réélu dès le premier tour avec 86,4 % des voix, face à deux candidats « inconnus ou presque et de la même tendance politique que lui ». Le taux de participation chute à 50,2 %. |
| 18 avril  | Cap-Vert     | Législatives               | | Le Mouvement pour la démocratie (centre-droit libéral) du Premier ministre Ulisses Correia e Silva conserve de peu la majorité absolue des sièges. |
| 25 avril  | Albanie      | Législatives               | | Le Parti socialiste (centriste, néolibéral, pro-européen) du Premier ministre sortant Edi Rama conserve la majorité absolue des sièges. |

### Mai
| Date      | Pays                 | Élections      | Contexte | Résultats |
| --------- | -------------------- | -------------- | --- | --- |
| 15-16 mai | Chili                | Constituantes  | Les élections constituantes font suite au référendum d'octobre 2020. | Assemblée sans majorité. La coalition des partis de droite et d'extrême-droite (dont notamment Rénovation nationale du président Sebastián Piñera et le Parti républicain) termine en tête mais obtient moins d'un quart des sièges, loin du tiers qui lui aurait permis de mettre un véto sur un nouveau projet de constitution ; c'est le plus mauvais résultat obtenu par la droite depuis la fin de la dictature militaire. La coalition de gauche alliant notamment le parti Révolution démocratique et le Parti communiste est deuxième avec un peu moins d'un siège sur cinq, devançant de peu la coalition de centre-gauche comprenant notamment le Parti socialiste, et la « Liste du peuple », coalition de candidats sans étiquette issus des manifestations de 2019-2020 et classés à la gauche radicale. Les diverses coalitions de gauche totalisent ainsi tout juste une majorité absolue des sièges. |
| 23 mai    | Viêt Nam             | Législatives   | Le Viêt Nam est un État à parti unique. Quelques candidatures indépendantes sont tolérées, mais doivent être approuvées par les autorités. Le parti présente davantage de candidats qu'il n'y a de sièges à pourvoir, les citoyens étant appelés à les départager. | Le Parti communiste (marxisme-léninisme) conserve mécaniquement l'écrasante majorité (97 %) des sièges. La plupart des autres sièges reviennent à des candidats issus d'organisations de masse affiliées au parti. Il y a toutefois quatre élus indépendants (auto-nommés), soit deux de plus qu'en 2016. |
| 26 mai    | Syrie                | Présidentielle | La Syrie est une dictature, et en proie depuis 2011 à la guerre civile syrienne dévastatrice. L'élection ne peut se tenir que dans la majorité du pays contrôlée par le gouvernement.                                                                              | Bachar el-Assad (parti Baas : populiste, social-nationaliste, laïc) est réélu pour un quatrième mandat de sept ans avec 95,1 % des voix face aux deux autres candidats approuvés. |
| 30 mai    | Chypre               | Législatives   | | Parlement sans majorité. Le Rassemblement démocrate (droite libéral-conservatrice) du président Níkos Anastasiádis demeure la principale force à la Chambre avec près d'un tiers des sièges. Il devance de peu le Parti progressiste des travailleurs (communiste), qui demeure la principale force d'opposition. À l'extrême-droite, le Front populaire national (ultranationalisme ethnique, Énosis) obtient un nombre record de voix (6,8 %) et passe de deux à quatre sièges. |
| 31 mai    | Somaliland (Somalie) | Législatives   | République sécessionniste de Somalie depuis 1991. Élections reportées depuis 2017. | Alternance. Le parti d'opposition Waddani (droite islamo-démocrate, populiste, centre-gauche sur le plan économique) remporte un peu plus d'un tiers des sièges et devance d'un seul siège le parti Kulmiye (centre-gauche social-libéral) du président Muse Bihi Abdi. Le Waddani forme une majorité de coalition avec le parti d'opposition Pour la justice et le développement (centre-gauche social-démocrate). |

### Juin
| Date    | Pays     | Élections      | Contexte | Résultats |
| ------- | -------- | -------------- | --- | --- |
| 2 juin  | Israël   | Présidentielle | Scrutin indirect | L'indépendant Isaac Herzog (issu du Parti travailliste, centre-gauche) est élu dès le premier tour. |
| 6 juin  | Pérou    | Présidentielle | 2e tour. En raison de crises et de scandales politiques, le pays a connu quatre présidents de la République depuis la dernière élection présidentielle en 2016. Le président de transition Francisco Sagasti (Parti violet : centriste) ne se présente pas. | Alternance. Pedro Castillo (Pérou libre : gauche radicale socialiste, populiste, conservatrice sur le plan sociétal) est élu avec 50,2 % des voix face à Keiko Fujimori (Force populaire : droite radicale national-conservatrice, populiste, néolibérale). Celle-ci, s'inscrivant dans la continuité idéologique de son père Alberto Fujimori (condamné à 25 ans de prison pour crimes contre l'humanité et corruption), est battue au second tour pour sa troisième élection présidentielle consécutive, alors qu'elle est poursuivie en justice pour soupçons de blanchiment d'argent, appartenance au crime organisé et entrave à la justice. |
| 6 juin  | Mexique  | Législatives   | | Malgré un recul qui lui fait perdre sa majorité des deux tiers, la coalition de gauche « Ensemble » du président Andrés Manuel López Obrador, menée par le parti MORENA (gauche) et incluant le Parti vert écologiste (centre-droit conservateur, néolibéral et écologiste) et le Parti du travail (gauche radicale), remporte le scrutin en conservant la majorité absolue des sièges. |
| 9 juin  | Mongolie | Présidentielle | Le mandat du président de la République n'étant pas renouvelable, le président sortant Khaltmaagiyn Battulga (Parti démocrate : centre-droit libéral-conservateur) n'est pas candidat.                                                                      | Alternance. Ukhnaagiin Khürelsükh (Parti du peuple : centre-gauche social-démocrate) est élu dès le premier tour avec 72,2 % des voix face aux deux autres candidats. Le candidat du Parti démocrate termine dernier avec 6,4 % des voix. Le Parti du peuple dispose par ailleurs d'une large majorité au Grand Khoural d'État (Parlement) depuis les élections législatives de 2020. |
| 12 juin | Algérie  | Législatives   | Élections anticipées. | Assemblée sans majorité. Avec un taux de participation de seulement 23 %, le Front de libération nationale (centre-gauche social-libéral) y demeure le premier parti, avec un quart des sièges, mais recule très nettement en perdant un tiers de ses sièges sortants. Le Mouvement de la société pour la paix (droite islamiste, conservatrice, libérale en économie) est la principale force d'opposition, mais avec seulement un sixième des sièges. |
| 13 juin | Suisse   | Référendums    | Un ou plusieurs objets sont soumis à la votation. | |
| 18 juin | Iran     | Présidentielle | L'Iran est une république islamique et autoritaire. Seuls les candidats approuvés par le Conseil des gardiens de la Constitution sont autorisés à se présenter.                                                                                             | Ebrahim Raïssi (Association du clergé militant : principaliste, droite ultraconservatrice, cléricaliste, libérale en économie) est élu dès le premier tour avec 72,4 % des voix. Ses principaux rivaux n'avaient pas été autorisés à se présenter. Le taux d'abstention atteint 51,2 %, un record. |
| 20 juin | Arménie  | Législatives   | Élections anticipées. | Le parti Contrat civil (centriste, libéral, populiste) conserve la majorité absolue des sièges. Nikol Pachinian demeure Premier ministre. |
| 21 juin | Éthiopie | Législatives   | Initialement prévu en août 2020, le scrutin est reporté à juin 2021 du fait de la pandémie de Covid-19. Il se déroule durant la guerre du Tigré qui oppose l'armée au gouvernement régional du Tigré en rébellion.                                          | Le Parti de la prospérité (multi-ethnique, social-libéral) du Premier ministre Abiy Ahmed remporte une très large majorité absolue des sièges. |

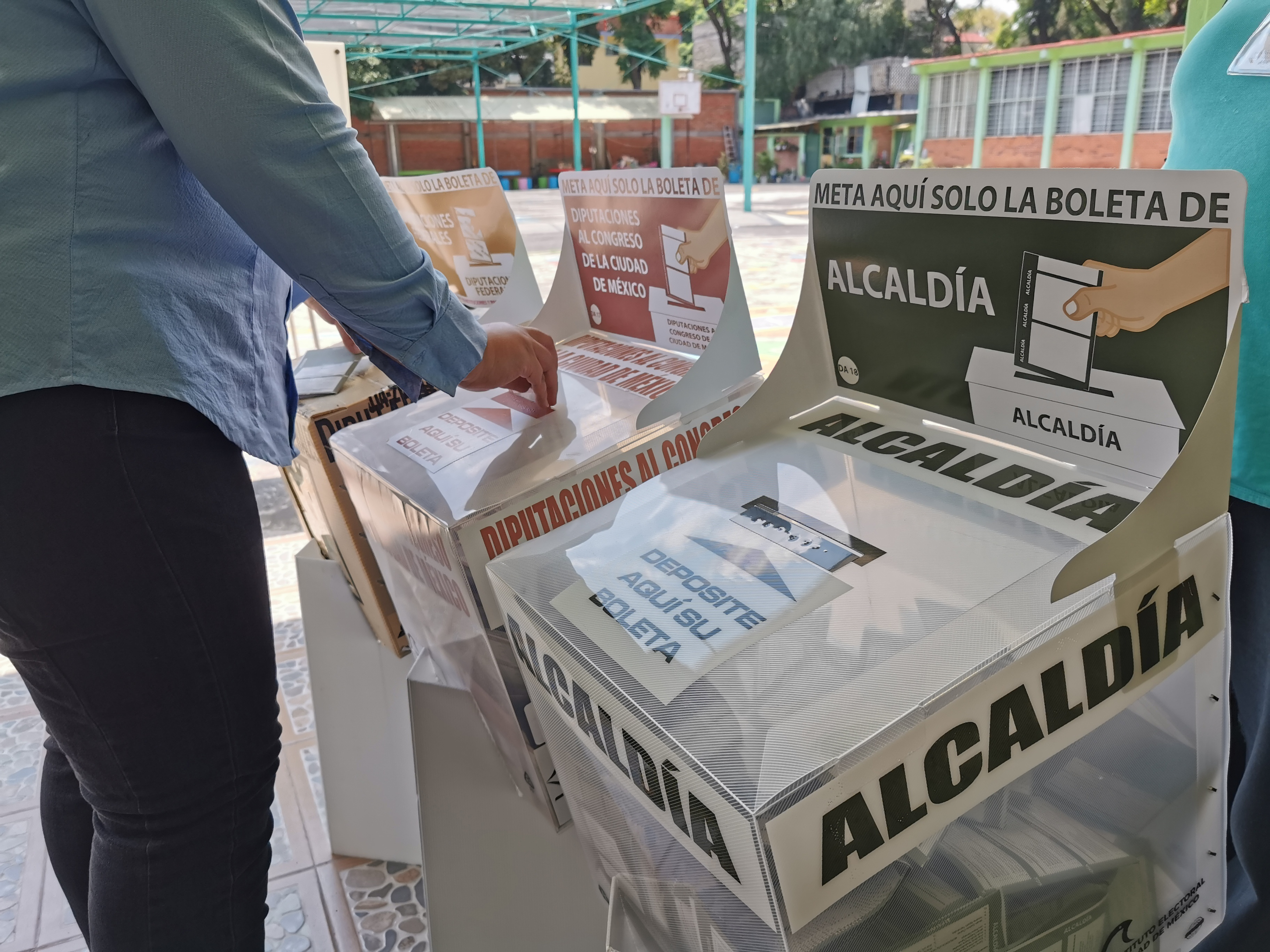
Citoyenne votant lors des élections de juin 2021 au Mexique.

### Juillet
| Date       | Pays                 | Élections      | Contexte | Résultats |
| ---------- | -------------------- | -------------- | --- | --- |
| 11 juillet | Moldavie             | Législatives   | Élections anticipées, la présidente de la République Maia Sandu souhaitant obtenir une majorité au Parlement pour gouverner.                             | Le Parti action et solidarité (centre-droit social-libéral et pro-européen) de la présidente remporte une majorité absolue des sièges, devançant le Bloc électoral des communistes et socialistes (gauche socialiste, conservatrice, pro-russe et eurosceptique). |
| 11 juillet | Bulgarie             | Législatives   | Élections anticipées, les élections en avril n'ayant pas permis la formation d'un gouvernement.                                                          | Parlement sans majorité. Le parti Il y a un tel peuple (populiste, attrape-tout, issu des manifestations anti-corruption de 2020-2021) devient le premier parti à l'Assemblée nationale, avec un peu plus d'un quart des sièges. Il devance de quelques sièges la coalition du GERB (centre-droit conservateur) et de l'Union des forces démocratiques (centre-droit conservateur). En attente de la formation d'un gouvernement. |
| 11 juillet | Slovénie             | Référendum     | Référendum d'origine populaire à l'encontre d'une modification de la loi de protection des zones aquifères et côtières.                                  | Large victoire du « Non » au projet de loi, avec près de neuf votes valides sur dix. Un résultat confirmé par un nombre suffisant d'inscrits en défaveur du projet, la constitution imposant un minimum de 20 % du total des inscrits votant « Non ». Le projet de loi rejeté par les électeurs n'entre pas conséquent pas en vigueur.                                                                                            |
| 18 juillet | Sao Tomé-et-Principe | Présidentielle | 1er tour. Le président sortant, Evaristo Carvalho (Action démocratique indépendante : centre-droit chrétien-démocrate et libéral), ne se représente pas. | Second tour le 8 août. |
| 26 juillet | Sainte-Lucie         | Législatives   | | Alternance. Le Parti travailliste (centre-gauche) obtient la majorité absolue des sièges. Son dirigeant Philip Pierre remplace Allen Chastanet (Parti uni des travailleurs : centre-droit chrétien-démocrate et conservateur) au poste de Premier ministre. |

### Août
| Date       | Pays    | Élections      | Contexte | Résultats |
| ---------- | ------- | -------------- | --- | --- |
| 1er août   | Mexique | Référendum     | Vise à rendre passibles de poursuites pour corruption les anciens présidents, qui bénéficient jusque là d'une immunité pour les faits accomplis au cours de leur mandat. | Malgré une très large majorité de votes en faveur du projet, le référendum est invalidé par sa très faible participation. Avec à peine plus de 7 % des inscrits, cette dernière échoue en effet de loin à franchir le quorum de 40 % requis. |
| 12 août    | Zambie  | Présidentielle | | Alternance. Hakainde Hichilema (Parti unifié pour le développement national : centriste, social-libéral) est élu dès le premier tour avec 59,4 % des voix face à quinze autres candidats dont notamment le président sortant Edgar Lungu (Front patriotique : centre-gauche, 38,3 %). |
| 12 août    | Zambie  | Législatives   | | Le Parti unifié pour le développement national devient le principal parti à l'Assemblée législative avec la majorité absolue des sièges élus. |
| 12 août    | Zambie  | Municipales    | | |
| 30-31 août | Estonie | Présidentielle | Scrutin indirect | La présidente sortante Kersti Kaljulaid, éligible pour un second mandat, ne parvient pas à réunir suffisamment de soutiens au Parlement pour présenter sa candidature. In fine, un seul candidat parvient à se présenter, soutenu par la coalition au pouvoir et une partie de l'opposition : le biologiste Alar Karis, directeur du Musée d'histoire naturelle d'Estonie. Il réunit au second tour organisé le 31 août la majorité des deux tiers requise. C'est la première fois en 30 ans qu'une élection présidentielle n'a qu'un seul candidat, une situation qui suscite une remise en question du système électoral en vigueur. |

### Septembre
| Date               | Pays                 | Élections      | Contexte | Résultats |
| ------------------ | -------------------- | -------------- | --- | --- |
| 5 septembre        | Sao Tomé-et-Principe | Présidentielle | 2d tour. | Carlos Vila Nova (Action démocratique indépendante : centre-droit, parti du président sortant) est élu avec 57,5 % des voix face à Guilherme Posser da Costa (Mouvement pour la libération de Sao Tomé-et-Principe – Parti social-démocrate : centre-gauche). |
| 8 septembre        | Maroc                | Législatives   | | Parlement sans majorité. Alternance. Le Parti de la justice et du développement (droite islamiste), au pouvoir, perd la quasi-totalité de ses sièges. Le Rassemblement national des indépendants (centre-droit libéral-conservateur) arrive en tête avec environ un quart des sièges. |
| 13 septembre       | Norvège              | Législatives   | | Parlement sans majorité. Le Parti travailliste (centre-gauche), principal parti d'opposition, devance le Parti conservateur (droite conservatrice, libérale en économie) au pouvoir et termine premier avec un peu plus d'un quart des sièges. Le président du Parti travailliste Jonas Gahr Støre devient Premier ministre. |
| 16 septembre       | Bahamas              | Législatives   | Élections anticipées | Alternance. Le Parti libéral progressiste (social-libéral, populiste) remporte une nette majorité absolue des sièges, tandis que le Mouvement national libre (conservateur, libéral en économie), au pouvoir, perd la plupart de ses sièges. Philip Davis devient Premier ministre. |
| 17 au 19 septembre | Russie               | Législatives   | « L’essentiel de l’opposition [est] bannie du scrutin » après des « mois de répression entamés avec l’arrestation de sa figure de proue, Alexeï Navalny ». | Le parti Russie unie (droite national-conservatrice, attrape-tout) conserve sa très large majorité des sièges. Des observateurs indépendants relèvent de multiples cas de fraude électorale. |
| 20 septembre       | Canada               | Législatives   | Élections anticipées | Parlement sans majorité. Le Parti libéral (centre-gauche social-libéral et progressiste) conserve sa majorité relative des sièges. Justin Trudeau (libéral) demeure Premier ministre à la tête d'un gouvernement minoritaire. |
| 25 septembre       | Islande              | Législatives   | | Le gouvernement de coalition sortant, composée du Mouvement des verts et de gauche (gauche écosocialiste), du Parti de l'indépendance (droite libéral-conservatrice) et du Parti du progrès (centre-droit agrarien, libéral en économie), accroît sa majorité absolue des sièges. La coalition sortante est donc reconduite sous l'autorité de Katrín Jakobsdóttir qui demeure ainsi Première Ministre. |
| 26 septembre       | Allemagne            | Législatives   | | Parlement sans majorité. Le Parti social-démocrate (SPD, centre-gauche social-libéral et progressiste) devance de peu l'alliance CDU/CSU (centre-droit libéral-conservateur et chrétien-démocrate), chacun obtenant un peu plus d'un quart des sièges au Bundestag. Le parti Alliance 90 / Les Verts (centre-gauche écologiste et progressiste), troisième, obtient de loin le meilleur résultat de son histoire avec 15 % des sièges, contrairement au parti Die Linke (gauche antifasciste et socialisme-démocratique) qui n'entre au Bundestag qu'avec 40 députés. Une coalition tricolore rouge-vert-jaune voit le jour et forme un gouvernement avec les partis SPD - Alliance 90 / Les Verts - FDP (Parti libéral-démocrate : droite libéralisme). |
| 26 septembre       | Suisse               | Référendums    | Deux objets sont soumis à la votation. | Les citoyens rejettent à 64,9 % la proposition d'augmentation de l'impôt sur les plus hauts revenus du capital pour financer une baisse de l'impôt sur le revenu des foyers aux revenus modestes. Les citoyens approuvent dans le même temps à 64,1 % la légalisation du mariage homosexuel. |
| 26 septembre       | Saint-Marin          | Référendum     | Porte sur la légalisation de l'avortement. | Les citoyens approuvent à 77,3 % la légalisation de l'avortement. |

### Octobre
| Date        | Pays        | Élections      | Contexte | Résultats |
| ----------- | ----------- | -------------- | --- | --- |
| 2 octobre   | Qatar       | Législatives   | Premières élections législatives de l'histoire du pays. Les citoyens élisent les deux-tiers de l'Assemblée consultative, le tiers restant étant nommés par l'émir. | Les partis politiques étant interdits, tous les élus siègent sans étiquette. |
| 5 octobre   | Maroc       | Sénatoriales   | Scrutin indirect. | Défaite du Parti de la justice et du développement (PDJ) au profit du Rassemblement national des indépendants (RNI), du Parti authenticité et modernité (PAM) et du Parti de l'Istiqlal (PI). Les trois partis remportent la majorité absolue des sièges, assurant au gouvernement de coalition du chef du gouvernement Aziz Akhannouch la majorité aux deux chambres du Parlement du Maroc.                                                                                                  |
| 8-9 octobre | Tchéquie    | Législatives   | | Parlement sans majorité. Le parti ANO 2011 (centre-droit populiste), au pouvoir, y demeure la principale force avec un peu plus d'un tiers des sièges, talonné par la coalition d'opposition de centre-droit Ensemble. Le Parti social-démocrate (centre-gauche), au pouvoir avec ANO 2011, perd par contre tous ses sièges, de même que le Parti communiste dont le soutien sans participation était essentiel au gouvernement d'Andrej Babiš. En attente de la formation d'un gouvernement. |
| 10 octobre  | Irak        | Législatives   | Élections anticipées | Parlement sans majorité. Le Mouvement sadriste (droite islamiste chiite, conservatrice et populiste) termine en tête avec près d'un quart des sièges. En attente de la formation d'un gouvernement. |
| 17 octobre  | Cap-Vert    | Présidentielle | | Alternance. José Maria Neves (Parti africain pour l'indépendance : gauche) est élu avec 51,7 % des voix face à six autres candidats dont notamment celui du pouvoir sortant, Carlos Veiga (Mouvement pour la démocratie : centre-droit chrétien-démocrate et social-libéral, 42,4 %). |
| 20 octobre  | Barbade     | Présidentielle | Scrutin indirect. Première élection présidentielle, précédant le passage à un système républicain. | Soutenue par le gouvernement et l'opposition, la Gouverneure générale Sandra Mason est élue à la quasi-unanimité, devenant ainsi la première présidente de l'histoire du pays, son entrée en fonction le 30 novembre 2021 devant coïncider avec le passage à un régime républicain. |
| 22 octobre  | Fidji       | Présidentielle | Scrutin indirect | Wiliame Katonivere est élu avec le soutien du parti Fidji d'abord du Premier ministre Frank Bainimarama. |
| 24 octobre  | Ouzbékistan | Présidentielle | L'Ouzbékistan n'est généralement pas considéré comme une démocratie. Les seuls partis politiques autorisés sont ceux qui soutiennent le gouvernement en place. La liberté d'information des médias en matière de politique est sévèrement restreinte, et le gouvernement a largement recours à des procédés de fraude électorale tels que le bourrage d'urnes et les faux votes par procuration. | Le président Shavkat Mirziyoyev (Parti libéral-démocrate : droite conservatrice, autoritaire, libérale en économie) est déclaré réélu avec 80,1 % des voix face à quatre autres candidats. |
| 31 octobre  | Japon       | Législatives   | | Le Parti libéral-démocrate (national-conservateur, libéral en économie) conserve la majorité absolue des sièges. Fumio Kishida demeure Premier ministre. |

### Novembre
| Date        | Pays         | Élections                  | Contexte | Résultats |
| ----------- | ------------ | -------------------------- | --- | --- |
| 7 novembre  | Nicaragua    | Présidentielle             | Le gouvernement fait preuve d'un autoritarisme croissant, et de nombreux membres de l'opposition sont arrêtés pour avoir appelé à des sanctions internationales ou à une intervention armée contre lui. | Ayant fait abroger la limite restreignant le nombre de mandats, Daniel Ortega (Front sandiniste de libération nationale : gauche chrétienne sociale) est réélu pour un quatrième mandat consécutif avec 75,0 % des voix face à cinq autres candidats. |
| 7 novembre  | Nicaragua    | Législatives               | Le gouvernement fait preuve d'un autoritarisme croissant, et de nombreux membres de l'opposition sont arrêtés pour avoir appelé à des sanctions internationales ou à une intervention armée contre lui. | Le FSLN accroît par ailleurs sa majorité absolue des sièges à l'Assemblée nationale. |
| 13 novembre | Nauru        | Référendum constitutionnel | La population est appelée à se prononcer sur la proposition du gouvernement d'amender la Constitution pour abroger l'éligibilité des citoyens non-autochtones (c'est-à-dire celle des citoyens naturalisés et de leurs descendants) aux élections nationales. Voter est obligatoire.                             | La proposition est approuvée par 70,4 % des votants. Le gouvernement du président Lionel Aingimea introduit en conséquence un projet de loi d'amendement constitutionnel en 2022. |
| 14 novembre | Bulgarie     | Présidentielle             | 1er tour de la présidentielle. | |
| 14 novembre | Bulgarie     | Législatives               | Législatives anticipées, les élections d'avril et celles de juillet n'ayant pas produit de gouvernement. | Parlement sans majorité. La nouvelle coalition Nous continuons le changement (centriste, pro-européenne, attrape-tout), qui a axé sa campagne sur la lutte contre la corruption, obtient la majorité relative avec plus d'un quart des sièges, devant la coalition GERB-SDS (centre-droit conservateur et pro-européen). Le parti Il y a un tel peuple (populiste, attrape-tout), issu des manifestations anti-corruption de 2020-2021, qui avait terminé premier aux élections en juillet, perd près des deux tiers de ses sièges. |
| 14 novembre | Argentine    | Législatives               | Renouvellement par moitié de la chambre basse, et par tiers de la chambre haute. | Congrès sans majorité. Le Front de tous (centre-gauche), du président de la République Alberto Fernández, demeure la principale force politique dans les deux chambres, avec un peu moins de la majorité absolue des sièges dans chaque. |
| 18 novembre | Tonga        | Législatives               | | Parlement sans majorité. Le Parti populaire, au pouvoir, devance le Parti démocrate qui s'effondre, miné par ses dissensions. Désavoué par ses propres ministres, le Premier ministre sortant Pohiva Tuʻiʻonetoa apporte son soutien au député indépendant ʻAisake Eke, mais c'est le ministre sortant de l'Éducation Siaosi Sovaleni qui est élu Premier ministre par l'Assemblée législative. |
| 21 novembre | Bulgarie     | Présidentielle             | 2d tour. | Le président Roumen Radev (sans étiquette mais soutenu par le Parti socialiste : centre-gauche sur le plan socio-économique, conservateur) est réélu avec 66,7 % des voix face à Anastas Guerdjikov (sans étiquette mais porté par le GERB, conservateur). |
| 21 novembre | Chili        | Présidentielle             | 1er tour de la présidentielle. Le président sortant, Sebastián Piñera, ne peut être candidat à sa réélection, la Constitution chilienne interdisant les mandats successifs. | |
| 21 novembre | Chili        | Parlementaires             | Renouvellement de la chambre basse et par moitié de la chambre haute. | Congrès sans majorité. L'alliance Chile Vamos (droite et centre-droit) y demeure la première force mais recule nettement. |
| 28 novembre | Kirghizistan | Législatives               | Élections anticipées. Le scrutin fait suite aux importantes manifestations ayant mené à l'annulation des précédentes élections d'octobre 2020 et à l'arrivée au pouvoir de l'opposant Sadyr Japarov, depuis élu président en janvier 2021. Un changement de Constitution a réduit les prérogatives du Parlement. | Les élections produisent un parlement d'apparence très fragmentée, mais où la majorité des élus soutiennent plus ou moins le président Japarov. |
| 28 novembre | Honduras     | Présidentielle             | Le président sortant Juan Orlando Hernández (Parti national) n'est pas candidat. | Alternance. Xiomara Castro (Liberté et Refondation : gauche socialiste) est élue présidente de la République avec 53,4 % des voix face aux deux autres candidats dont Nasry Asfura (Parti national : droite national-conservatrice, populiste, libérale en économie ; 34,1 %). |
| 28 novembre | Honduras     | Législatives               | | Congrès sans majorité. Liberté et Refondation y devient la première force, avec 40 % des sièges, devançant le Parti national. |
| 28 novembre | Suisse       | Référendums                | Un ou plusieurs objets sont soumis à la votation. | |

### Décembre
| Date        | Pays                    | Élections      | Contexte | Résultats |
| ----------- | ----------------------- | -------------- | --- | --- |
| 4 décembre  | Gambie                  | Présidentielle | | Le président Adama Barrow (Parti national populaire : centre-gauche, attrape-tout) est réélu avec 53,2 % des voix face aux cinq autres candidats dont notamment Ousainou Darboe (Parti démocrate unifié : centre-gauche, défense des droits de l'homme, ancien parti d'Adam Barrow ; 27,7 %). |
| 12 décembre | Transnistrie (Moldavie) | Présidentielle | République sécessionniste de Moldavie depuis 1992. | Le président Vadim Krasnoselsky est réélu au premier tour avec 87,0 % des voix, face à un unique autre candidat nommé Sergey Pynzar, avec un taux de participation s'écroulant de 24 % pour atteindre les 35 % de votants.                                                                    |
| 18 décembre | Taïwan                  | Référendum     | Quatre questions sont soumises au vote des électeurs : sur la construction dans le récif algal de Datan d'un terminal pour la centrale a gaz de Taoyuan, sur la levée de l'interdiction des importations de porc en provenance des États-Unis, sur la construction de la quatrième centrale nucléaire du pays et sur l'organisation de référendums le même jour que d'autres scrutins nationaux. | |
| 19 décembre | Chili                   | Présidentielle | 2d tour. Des manifestations depuis 2019 soulignent les inégalités dues au lois néolibérales (privatisation de la santé, de l'éducation, de l'accès à l'eau...) héritées de la période de la dictature militaire d'Augusto Pinochet et incarnées par le président sortant Sebastián Piñera. | Alternance. Gabriel Boric (Approbation dignité : gauche radicale progressiste et anti-néolibérale) est élu avec 55,8 % des voix face à José Antonio Kast (Front social chrétien : extrême-droite conservatrice, néolibérale et populiste).                                                    |